# Gelao jezik
Gelao jezik (ISO 639-3: gio; isto i chilao, gelo, ilao, kehlao, kelao, keleo, khi, klau, klo, lao), jedan od kadai jezika, porodica tai-kadai, kojim govori nekoliko tisuća ljudi u kineskoj provinciji Guizhou. Ima nekoliko dijalekata, qau (gao, aqao; 2 000), a’ou (a’uo; 1 500), hagei (hakei, hakhi; 1 700), duoluo (toluo; 1 200), od kojih su neki posebni jezici koji čekaju priznanje.
Tu’lu govor (1500) ima nepoznat status a njime govorr Baigelao (White Gelao) u yunnanskoj prefekturi Wenshan u okrugu Malipo.
Gelao jezik čini posebnu kadai skupinu ge-yang, pod kojim se imenom izdvojio iz skupine ge-chi podijelivši se na Gelao [gio], zeleni gelao [giq], crveni gelao [gir] i bijeli gelao [giw]
Etnička Gelao populacija iznosi 579 357 (2000 popis).

## Vanjske poveznice
- Ethnologue (14th)
- Ethnologue (15th)
- The Gelao Language